# 中國香港柔道總會
中國香港柔道總會（The Judo Association of Hong Kong, China）是專門管轄香港柔道事務的組織。該組織成立於1970年。現時，中國香港柔道總會是國際柔道聯盟和亞洲柔道聯盟的成員，旗下的主要比賽為香港柔道錦標賽和校際柔道錦標賽。

## 資料來源
1. ↑  .   [2013-12-11]. （原始内容存档于2013-12-16）.

## 外部連結
- 官方网站 （页面存档备份，存于）